# (5693) 1993 EA
(5693) 1993 EA est un astéroïde Apollon, également aréocroiseur et cythérocroiseur, classé comme potentiellement dangereux. Il fut découvert par Spacewatch à Kitt Peak le 3 mars 1993.